# Henriksdals trafikplats

Henriksdals trafikplats är en trafikplats för Värmdövägen och Kvarnholmsvägen belägen huvudsakligen i Södra Hammarbyhamnen i Stockholms kommun med en mindre del i Nacka kommun. Dominerande byggnad vid trafikplatsen är kontorshuset Danvikcenter invigd 1986.

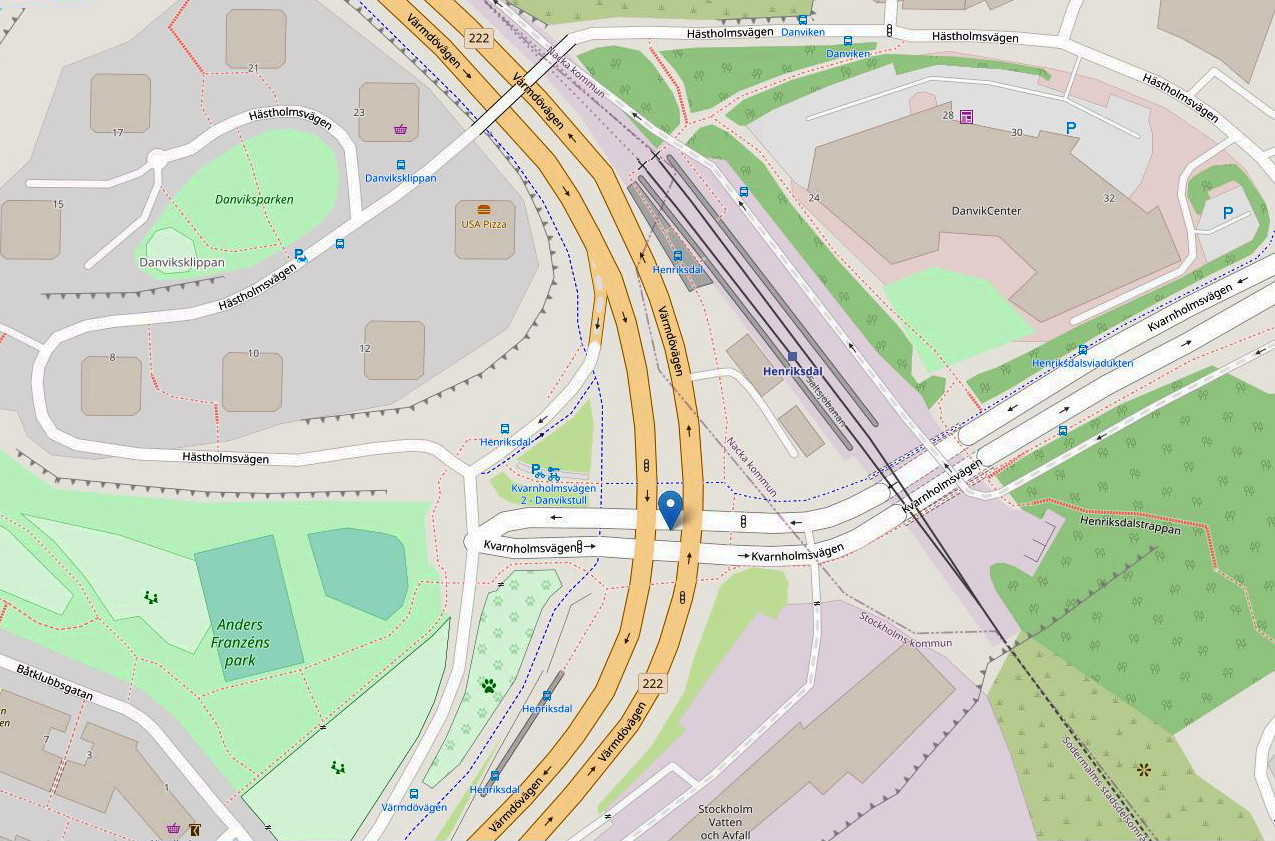
Henriksdals trafikplats 2021.

## Historik

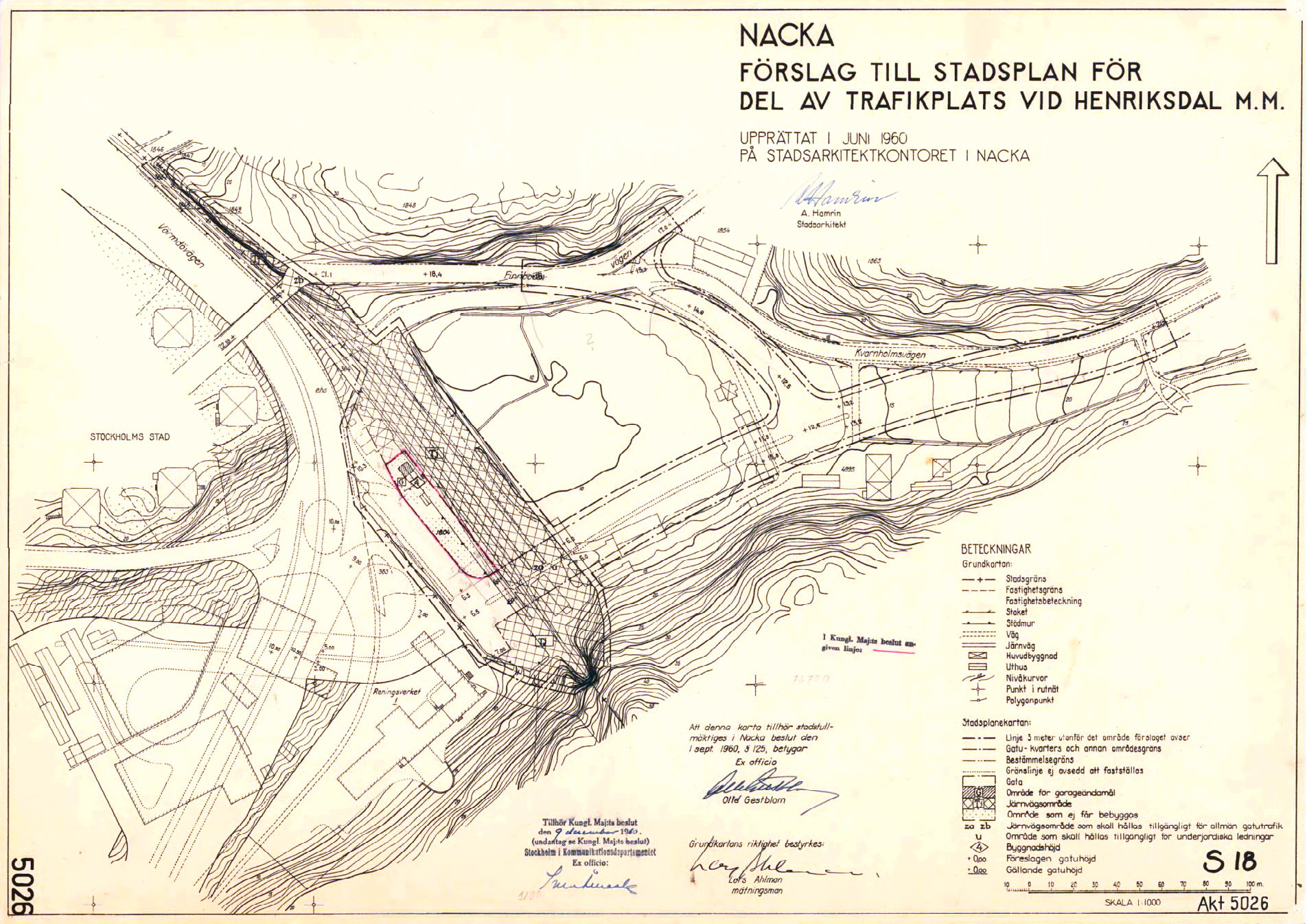
Henriksdals trafikplats, stadsplan 1960.

Henriksdals trafikplats började anläggas i början av 1960-talet. Innan dess fanns en vanlig T-korsning mellan Värmdövägen och Kvarnholmsvägen som låg strax norr om Henriksdals station där vägtrafiken fick samsas med Saltsjöbanans trafik. Den ursprungliga stadsplanen från 1960 föreslog en planskild korsning i form av ett halvt klöverblad som skulle anläggas söder om Henriksdals station. Saltsjöbanas spår skulle föras på en kort viadukt över Kvarnholmsvägen. Viadukten som ligger i Nacka kommun kom till utförande dock inte den planskilda korsningen. 
Trafikplatsens västra del, som ligger i Stockholms kommun, fick en ny stadsplan 1975 som innebar att Värmdövägen i samband med Stadsgårdsledens utbyggnad kunde breddas till sex körfält från Danvikskanalen till korsningen med Kvarnholmsvägen. Dessutom föreskrevs att korsningen skulle även fortsättningsvis vara ljusreglerat.

## Ombyggnadsplaner
I samband med Danvikslösen, ett stadsutvecklingsprojekt mellan Stockholms och Nackas kommuner från 2003, föreslogs att ett nytt stadsdelscentrum, kallat Danvikstull, skulle byggas på och i anslutning till en överbyggd och planskild Henriksdals trafikplats. Värmdövägen skulle dras i tunnel genom Henriksdalsberget, istället som nu runt berget. Projektet skulle även möjliggöra ny bostadsbebyggelse. Byggstart var planerat till år 2012 men projektet stoppades och är för närvarande (2021) vilande.

## Bilder

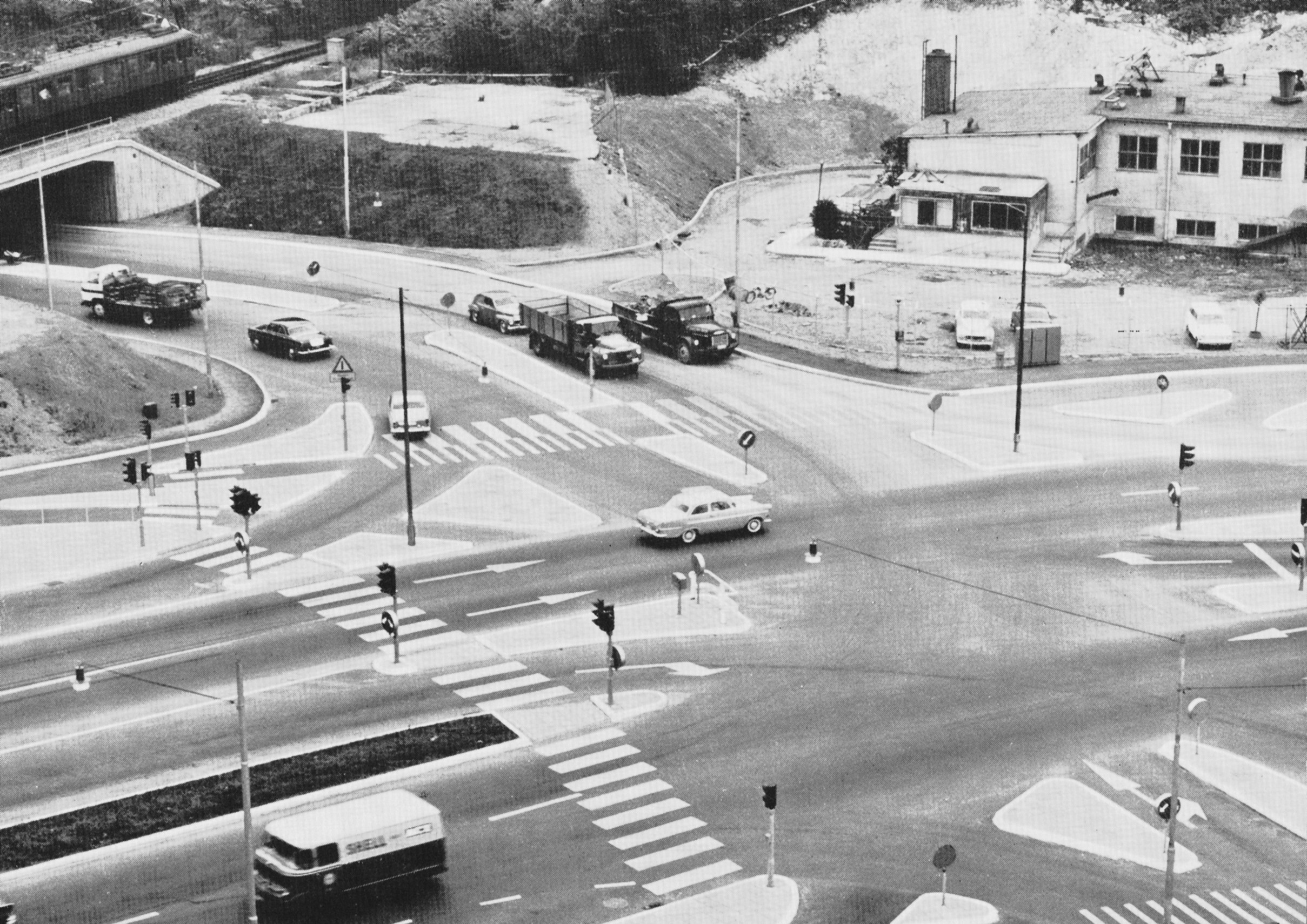
Henriksdals trafikplats, 1964.
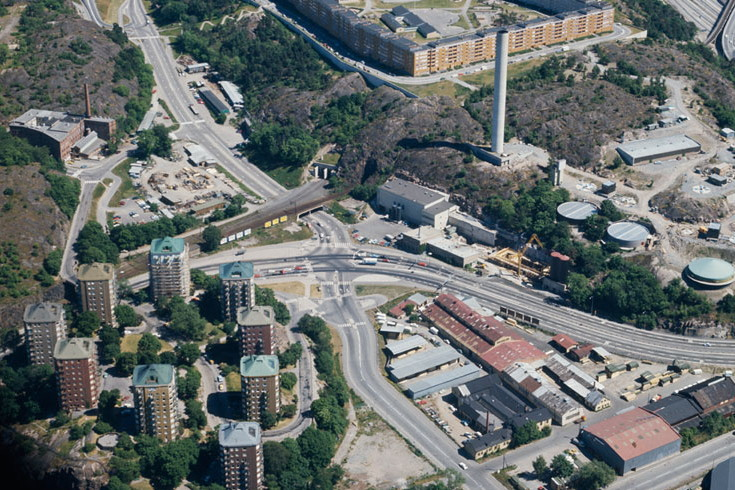
Henriksdals trafikplats, 1970.
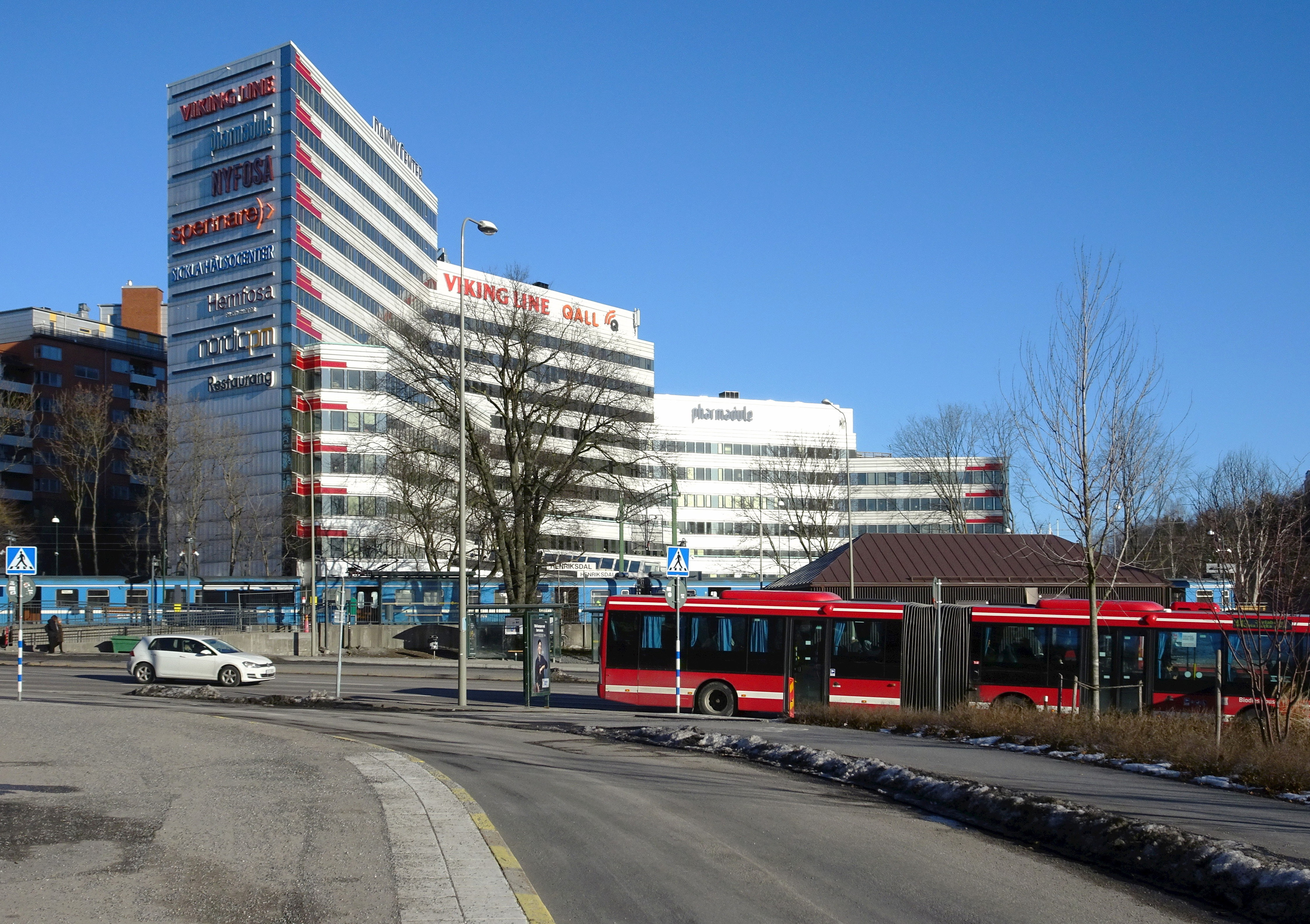
Henriksdals trafikplats med Danvikcenter 2019.
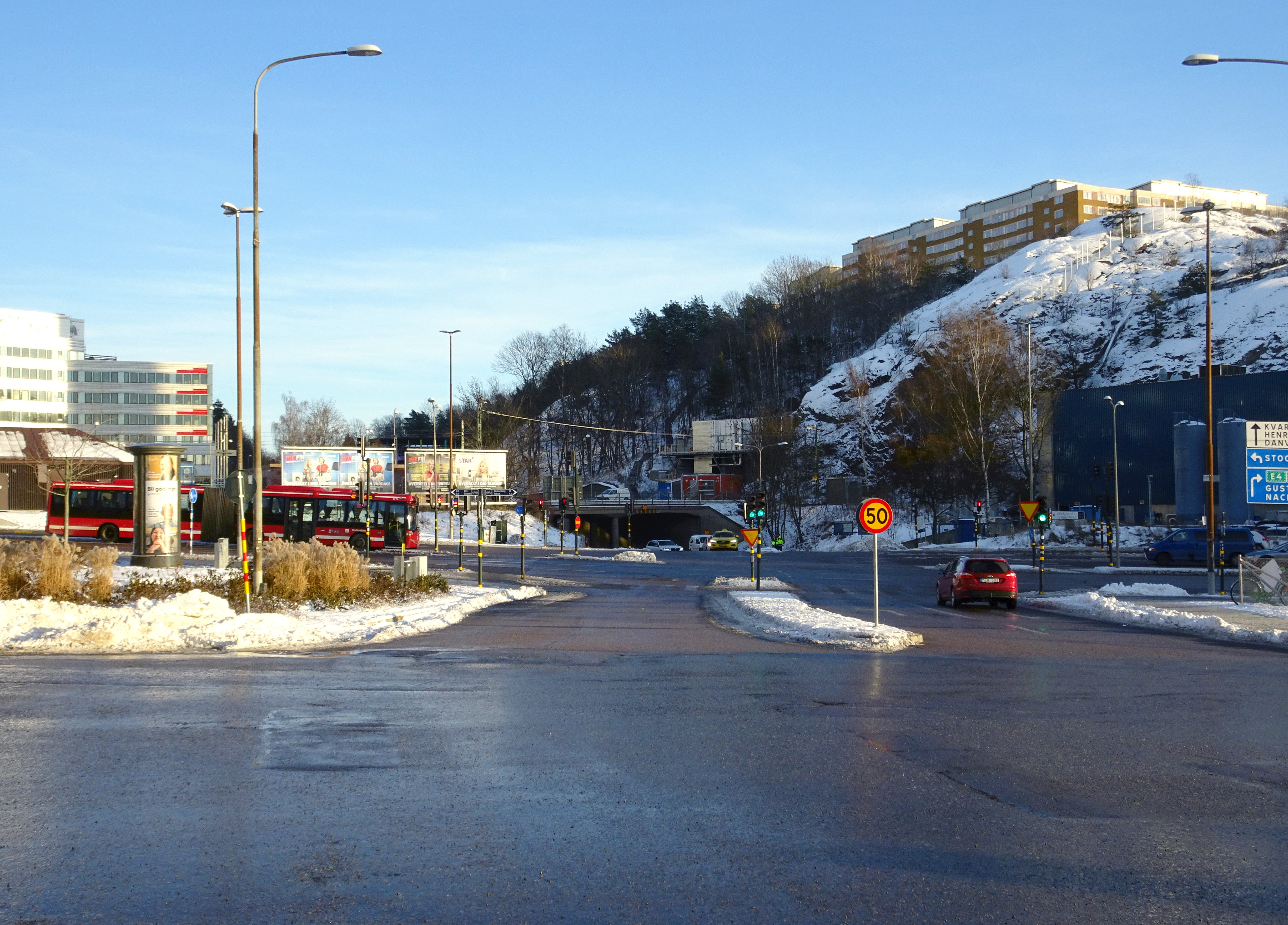
Henriksdals trafikplats, 2022.